# (74467) 1999 CG44
(74467) 1999 CG44 – planetoida z pasa głównego asteroid okrążająca Słońce w ciągu 5,86 lat w średniej odległości 3,25 j.a. Odkryta 10 lutego 1999 roku.